# Cathédrale Saint-Georges de Kingstown
Cette  cathédrale ne doit pas être confondue avec une autre cathédrale de Saint-Vincent-et-les-Grenadines.
 D’autres cathédrales portent le nom de cathédrale Saint-Georges.
La cathédrale Saint-Georges est une cathédrale anglicane située à Kingstown, à Saint-Vincent-et-les-Grenadines. Elle est le siège du diocèse anglican des Îles du Vent.

## Historique
La cathédrale a été construite sur le site d'une ancienne église détruite par un ouragan en 1780. La nouvelle église, inaugurée le 1er septembre 1820, a coûté environ 47 000 £.

## Architecture extérieure
La cathédrale, de style géorgien, disposait d'un clocher qui a été emporté par un ouragan en 1898. La nef, les étages inférieures de la tour et les galeries intérieures sont du même style. Les deux transepts ajoutés entre 1880 et 1887 sont des exemples de l'architecture victorienne.

## Architecture et décoration intérieure
Elle possède un lustre en bois doré qui serait un cadeau du roi Georges Ier. Plus prosaïquement, une autre histoire rappelle ce lustre aurait été destiné à une église en Amérique du sud mais que le bateau ayant fait naufrage, le lustre fut récupéré et intégré à la cathédrale.
Un lutrin en forme de laiton, une chaire circulaire en acajou et une fonte en marbre blanc commémorent l'archidiacre Turpin pour ses nombreuses années de service. On compte également un orgue du XIXe siècle. Trois vitraux située au-dessus du maître-autel représentent saint Georges, saint Michel et les quatre évangélistes, la Crucifixion, la Vierge Marie et saint Jean. Le vitrail du transept sud est un ajout du XXe siècle représentant un ange vêtu de rouge pointant vers l'inscription : « Il n'est pas ici. Il est ressuscité ». Choquée par le vêtement rouge de l'Ange, la reine Victoria, commanditaire du vitrail initialement prévue pour la cathédrale Saint-Paul en l'honneur de Paul, son premier petit-fils, se serait évanouie de stupeur et aurait exigé qu'il soit expédié à Saint-Vincent-et-les-Grenadines et rangé. Il ne fut exposé que plusieurs années plus tard lorsque l'évêque Jackson le découvrit. La peinture sur le transept nord montre la Vierge Marie emportée par les anges.
De nombreuses tablettes et monuments commémoratifs ornent les murs de cette cathédrale, notamment en mémoire du gouverneur sir Charles Brisbane, qui a joué un rôle déterminant dans l'obtention de la subvention pour la reconstruction de la cathédrale. Sous le lustre, une grande dalle de pierre est dédiée à Alexander Leith, l'homme qui a tué Joseph Chatoyer sur la colline du Dorsetshire en 1795. Des croix celtiques et galloises sur la pierre tombale racontent leur histoire. Il y a également un grand mémorial dédié au gouverneur Leybourne dans la partie nord du cimetière.